# Zbigniew Dumański

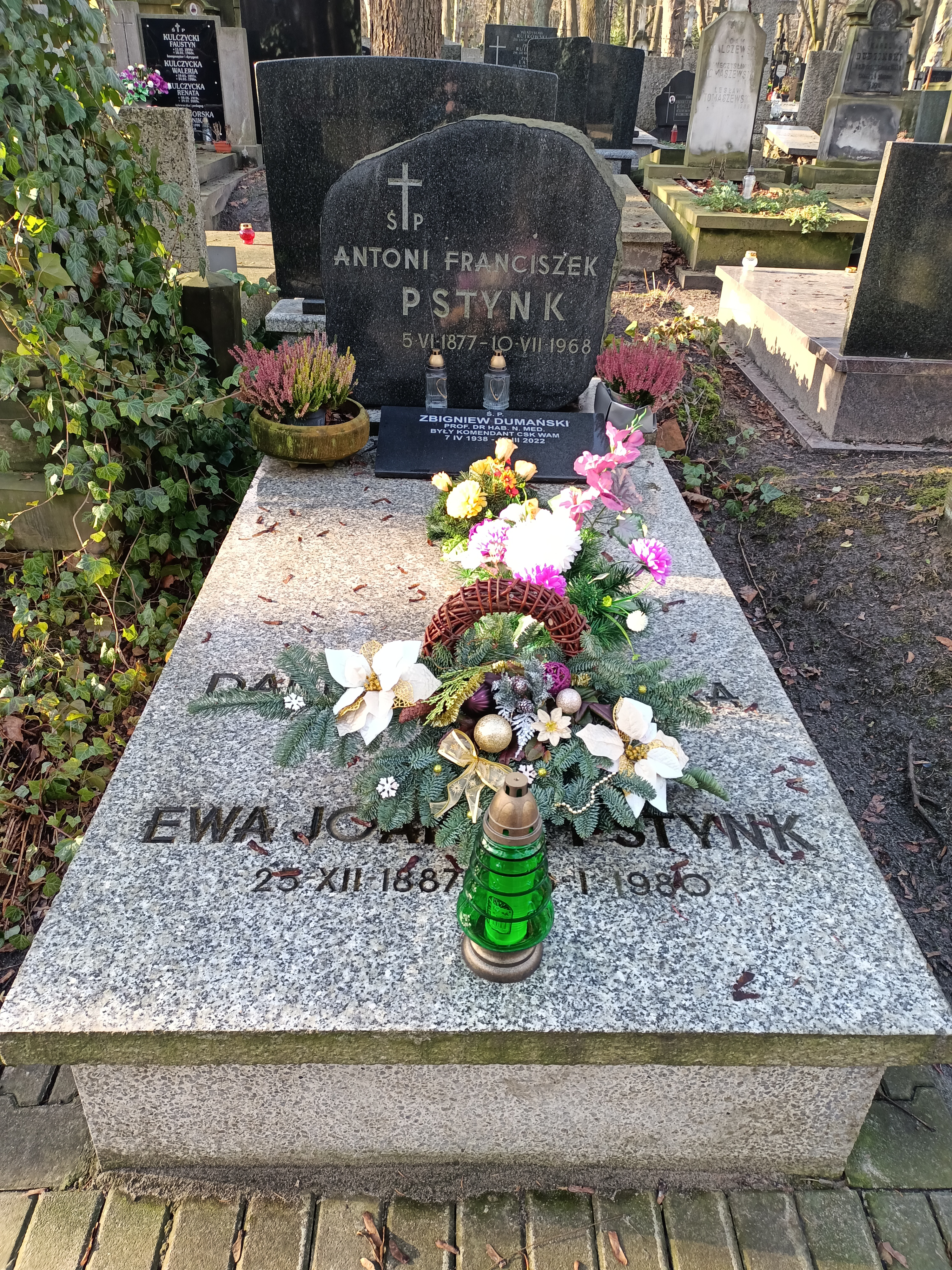
Nagrobek Zbigniewa Dumańskiego na cmentarzu Powązkowskim

Zbigniew Mieczysław Dumański (ur. 7 kwietnia 1938 w Wejherowie, zm. 17 marca 2022) – polski patomorfolog, płk prof. dr hab. n. med.

## Życiorys
Obronił pracę doktorską, następnie uzyskał stopień doktora habilitowanego. 26 października 1990 nadano mu tytuł profesora w zakresie nauk medycznych. Został zatrudniony w Samodzielnym Publicznym Zakładzie Opieki Zdrowotnej; Zakładu Patomorfologii Centralnym Szpitalu Klinicznym Wojskowej Akademii Medycznej z Polikliniką.
Zmarł 17 marca 2022.